# William Weldon

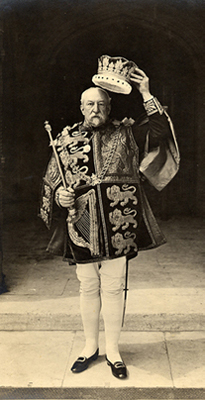
William Weldon.

William Weldon KCVO, FSA (1837 - 1919). Fue un oficial de armas en el College of Arms en Londres. La trayectoria de Welden en la College of Arms empezó en 1870 cuando fue nombrado Rouge Dragon Pursuivant of Arms in Ordinary. Esto fue seguido de su nombramiento en 1880 como Windsor Herald of Arms in Ordinary. En 1894 fue nombrado Norroy King of Arms ocupando el puesto hasta 1911, cuando le fue hecho Clarenceus King of Arms. Weldon sirvió en ese puesto hasta el final en 1919. Weldon es el único entre los heraldos de College of Arms en haber sido sueño de un circo
- Datos: Q2835514
- Multimedia: William Weldon (officer of arms) / Q2835514